# قلعة إمام
قلعة إمام هي قرية في مقاطعة أصفهان، إيران. يقدر عدد سكانها بـ 213 نسمة بحسب إحصاء 2016.